# 1231
| 1231               |
| ------------------ |
| Dødsfald - Fødsler |
|                    |

| Gregoriansk kalender | 1231 MCCXXXI            |
| Ab urbe condita      | 1984                    |
| Armensk kalender     | 680 ԹՎ ՈՁ               |
| Kinesiske kalender   | 3927 – 3928 庚寅 – 辛卯 |
| Etiopisk kalender    | 1223 – 1224             |
| Jødisk kalender      | 4991 – 4992             |
| Hindukalendere       |                         |
| - Vikram Samvat      | 1286 – 1287             |
| - Shaka Samvat       | 1153 – 1154             |
| - Kali Yuga          | 4332 – 4333             |
| Iransk kalender      | 609 – 610               |
| Islamisk kalender    | 628 – 629               |

Regent i Danmark: Valdemar Sejr 1202-1241, medkonge fra 1232 Erik Plovpenning
Se også 1231 (tal)

## Begivenheder
- Kong Valdemar Sejrs Jordebog er den første matrikulering af Danmarks jordejendom med henblik på beskatning.

## Dødsfald
- 28. november – Valdemar den Unge, søn af Valdemar Sejr, dør ved vådeskudsulykke på Røsnæs, 22 år gammel.